# 베스트팔렌 체제
베스트팔렌 체제(영어: Westphalian system) 또는 베스트팔렌 주권(영어: Westphalian sovereignty)은 각 국가가 자국 영토에 대한 배타적인 주권을 갖는다는 국제법의 원칙이다.
30년 전쟁이 끝나고, 전쟁 당사자였던 신성 로마 제국, 스페인, 프랑스, 스웨덴, 네덜란드는 1648년 주권평등원칙(主權平等原則)을 명시한 베스트팔렌 조약에 서명했다. 현재 주권평등원칙은 국제관습법으로 인정되며, 전세계 모든 국가에서 법률로 적용하고 있다.

## 같이 보기
- 베스트팔렌 조약
- 국가면제